# Onkios
Onkios (altgriechisch Ὄγκιος Ónkios), auch Onkos (Ὄγκος Ónkos), war in der griechischen Mythologie ein Sohn des Apollon und Herrscher von Onkeion bei Thelphusa in Arkadien.
Er besaß große Pferdeherden, unter die sich die Göttin Demeter in Gestalt einer Stute mischte, um den Nachstellungen ihres Bruders Poseidon zu entgehen, der sich in einen Hengst verwandelte und Demeter vergewaltigte. Aus dieser Verbindung entstand die Göttin Despoina und das Wunderpferd Areion, das Onkios später Herakles schenkte, als der gegen die Eleer zog.